# パスタ・アッラ・ノルマ
パスタ・アッラ・ノルマ（イタリア語: Pasta alla Norma、シチリア語:pasta cu sucu di mulinciani、pasta ca sassa e mulinciani o pasta câ Norma）はシチリア料理のひとつ。シチリア島東部、カターニアの伝統的なパスタ料理で、単純に「ナスのパスタ（Pasta con le melanzane）」とも呼ばれている。

## 名前の由来
「ノルマ」とは、カターニア出身の作曲家、ヴィンチェンツォ・ベッリーニ作のオペラ、『ノルマ』のことである。一説には、1831年12月26日、ミラノ・スカラ座での初演にて、ベッリーニ自身がレセプションの振る舞い料理として、シチリア出身のシェフと考案した料理だとされている。もう1つの説として、1920年頃に同じくカターニア出身の劇作家、ニーノ・マルトリオが宴席で供されたこの料理に感激し、「これこそ本物の『ノルマ』である」と賛美したことから定着したという説がある。
アッラ・ノルマはシチリア島ではポピュラーなリガトーニを使う場合が多い。カターニアでは、同じ具材をピザに乗せた「ピッツァ・アッラ・ノルマ」も人気である。